# Findhorn

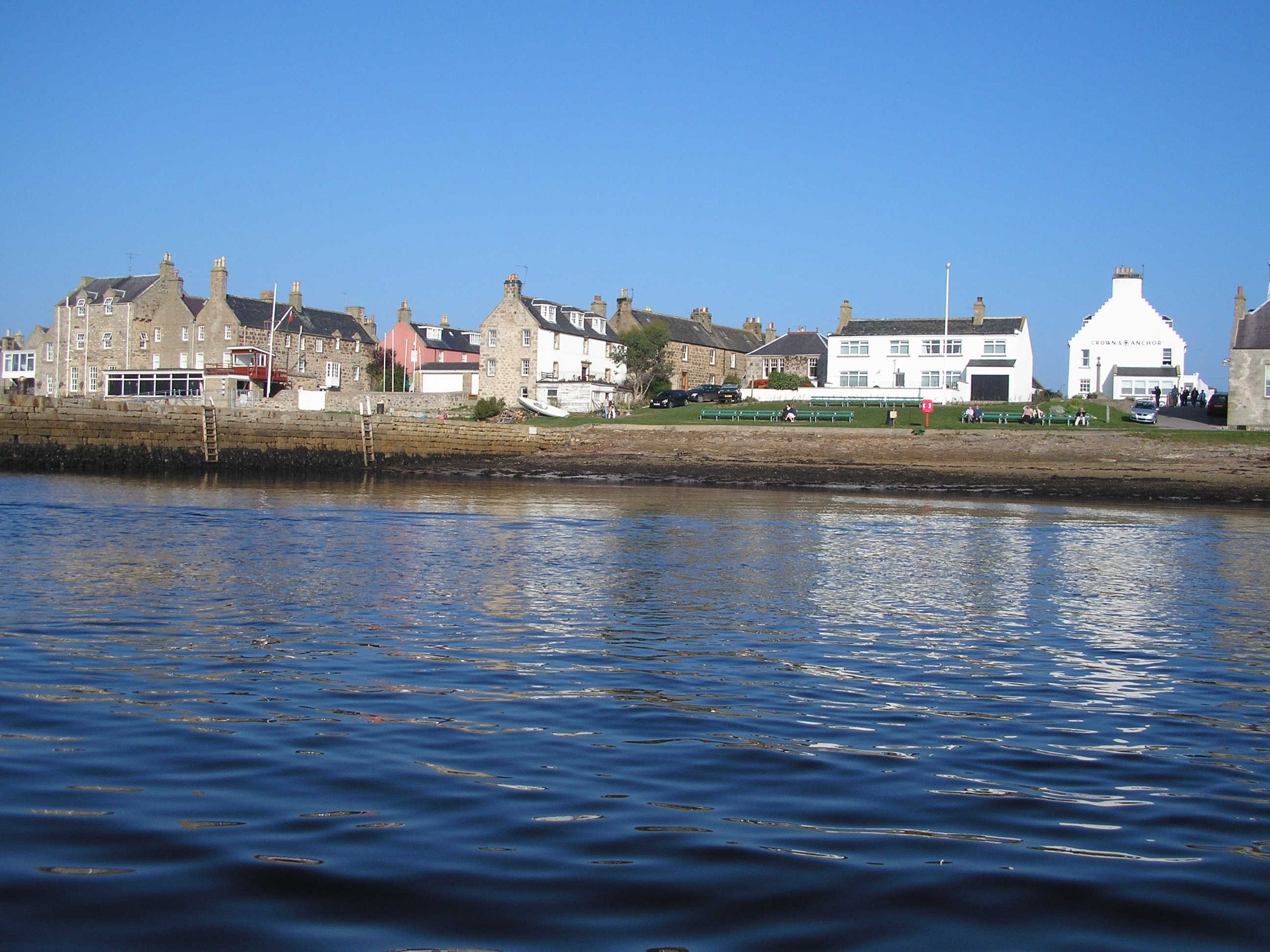
O Loading Bank em Findhorn. Estalagem Crown and Anchor à direita e o Royal Findhorn Yacht Club à esquerda.

Findhorn é uma antiga vila piscatória situada aproximadamente a seis quilómetros de Forres na Baía de Findhorn, norte da Escócia.
Outrora com bastante movimento de embarcações comerciais é agora uma pacata vila, ideal para descanso e turismo, com praias de areia branca e dunas para explorar. A baía é também popular pelas actividades de desporto aquático ali praticadas.
Nos arredores da vila localiza-se a mundialmente famosa Findhorn Foundation, a ecovila da comunidade holística fundada por Peter e Eileen Caddy, e Dorothy Maclean.